# Ізвору (Вішина, Димбовіца)
Ізвору (рум. Izvoru) — село у повіті Димбовіца в Румунії. Входить до складу комуни Вішина.
Село розташоване на відстані 60 км на захід від Бухареста, 35 км на південь від Тирговіште, 127 км на схід від Крайови, 117 км на південь від Брашова.

## Населення
За даними перепису населення 2002 року у селі проживала 621 особа, з них 617 осіб (99,4%) румунів. Рідною мовою 619 осіб (99,7%) назвали румунську.